# Delictes d'amor
Delictes d'amor ("Delitos de amor") é um romance da escritora catalã Maria Mercè Roca. A obra, narrada em primeira pessoa, apresenta o retrato psicológico de um sapateiro de Girona atraído sexualmente por meninas. Recebeu o Prêmio Ramon Llull de romance 2000.

## Enredo
Narcís Besora possui três lojas de sapatos em Girona que o levaram a se tornar um empresário de renome, prestes a ser condecorado com um prêmio a nível europeu. Ele é um homem educado, refinado e sensível que gosta de fazer o seu trabalho, de tratamento deferente com os clientes.
O Narcís é separado e tem dois filhos que ele vê a cada duas semanas. Com sua mãe nunca chegou a manter um relacionamento bem sucedido. Quanto ao pai, já falecido, o relacionamento era pior. Sua amizade com a Francina, que por suas características parece que poderia levar ao matrimônio, é limitada por uma barreira invisível que ela não entende e em que ele se refugia para não se abrir aos outros. Sabendo das conseqüências que poderia trazer ser descoberto, o Narcís esconde zelosamente o seu segredo mais íntimo: sua atração irrefreável por meninas.
Ciente de que sua condição, que o atormenta e obscede, é a causa de estarem falhando os seus relacionamentos adultos, Narcís estuda como satisfazer secretamente os seus impulsos espontâneos para lidar com uma vida aparentemente normal, e talvez com um novo matrimônio. Iludido com o prêmio que espera, preocupa-se por escrever um bom discurso de aceitação, mas aquilo em que ele pensa a maior parte do tempo é a viagem que quer fazer para a Tailândia a fim de realizar suas fantasias sexuais.